# اومبرتو بونائه
اومبرتو بونائه (انگلیسی: Umberto Bonadè؛ ۲ ژانویه ۱۹۰۹ – 1992) قایقران روئینگ اهل ایتالیا بود.
وی در مسابقات کشوری و بین‌المللی در مجموع برندهٔ ۱ مدال طلا، ۱ مدال برنز شده‌است.